# Càng Long, Vĩnh Long
Càng Long là một xã thuộc tỉnh Vĩnh Long, Việt Nam.
Trước ngày 16 tháng 6 năm 2025, Càng Long là thị trấn huyện lỵ của huyện Càng Long, tỉnh Trà Vinh. 

## Địa lý
Xã Càng Long nằm ở phía đông bắc huyện Càng Long, có vị trí địa lý:
- Phía bắc giáp xã Trung Ngãi.
- Phía đông giáp xã Nhị Long.
- Phía nam giáp xã An Trường.
- Phía tây giáp xã Hiếu Phụng và Hiếu Thành.

Xã Càng Long có diện tích 46,87 km², dân số năm 2025 là 41.542 người, mật độ dân số đạt 886 người/km²

## Hành chính
Thị trấn Càng Long được chia thành 10 khóm: 1, 2, 3, 4, 5, 6, 7, 8, 9, 10.

## Lịch sử
Ngày 3 tháng 10 năm 1996, Chính phủ ban hành Nghị định 57/1996/NĐ-CP về việc thành lập thị trấn Càng Long trên cơ sở điều chỉnh một phần diện tích và dân số của xã Mỹ Cẩm.
Ngày 16 tháng 6 năm 2025, Ủy ban Thường vụ Quốc hội ban hành Nghị quyết số 1687/NQ-UBTVQH15 về việc sắp xếp các đơn vị hành chính cấp xã của tỉnh Vĩnh Long năm 2025. Theo đó, sắp xếp toàn bộ diện tích tự nhiên, quy mô dân số của thị trấn Càng Long và các xã Mỹ Cẩm, Nhị Long Phú thành xã mới có tên gọi là xã Càng Long.
Sau khi sáp nhập, xã Càng Long có 46,87 km² diện tích tự nhiên và dân số 41.542 người.

## Đường phố
- Quốc lộ 53
- Đường 3/2
- Đường 19/5
- Đường 30/4
- Đường 2/9
- Đường Đồng Khởi
- Đường Nguyễn Đáng
- Đường Phạm Thái Bường
- Đường Hương lộ 31.